# Didemnum yolki
Didemnum yolki är en sjöpungsart som beskrevs av Monniot 1997. Didemnum yolki ingår i släktet Didemnum och familjen Didemnidae. Inga underarter finns listade i Catalogue of Life.